# Wahlkreis Marburg-Biedenkopf I
Der Wahlkreis Marburg-Biedenkopf I (Wahlkreis 12) ist einer von zwei Landtagswahlkreisen im hessischen Landkreis Marburg-Biedenkopf. Der Wahlkreis umfasst die Städte und Gemeinden Angelburg, Bad Endbach, Biedenkopf, Breidenbach, Cölbe, Dautphetal, Ebsdorfergrund, Fronhausen, Gladenbach, Lahntal, Lohra, Münchhausen, Steffenberg, Weimar (Lahn) und Wetter (Hessen).
Wahlberechtigt waren bei der letzten Landtagswahl 87.803 der rund 114.000 Einwohner. Geografisch deckt der Wahlkreis den Westen (Altkreis Biedenkopf) sowie den Nordwesten und den Süden (aus dem ehemaligen Altkreis Marburg) des Landkreises Marburg-Biedenkopf ab. Er legt sich in Form eines nach Osten geöffneten Hufeisens um die zentrale Kreisstadt Marburg, die zusammen mit dem Osten des Kreises den bevölkerungsstärkeren (139.000 Einwohner) Wahlkreis Marburg-Biedenkopf II bildet.
Der Wahlkreis Marburg-Biedenkopf I besteht seit dem 1. Januar 1983 in unveränderter Form. Sein Gebiet entspricht in etwa dem des früheren Wahlkreises 11 bis 1982.

## Wahl 2023
| Landtagswahl in Hessen 2023 – WK Marburg-Biedenkopf IZweitstimmen %403020100 36,0 %22,2 %17,1 %10,2 %4,1 %3,4 %2,6 %1,5 %3,0 % CDUAfDSPDGrüneFWFDPLinkeTierschutzSonst.Gewinne und Verlusteim Vergleich zu 2018 %p 8 6 4 2 0 −2 −4 −6 −8+7,9 %p+7,4 %p−6,9 %p−4,6 %p+1,4 %p−2,8 %p−3,4 %p+0,5 %p+0,6 %pCDUAfDSPDGrüneFWFDPLinkeTierschutzSonst. |

| Gegenstand der Nachweisung | Gegenstand der Nachweisung | Erst- stimmen | Erst- stimmen | Zweit- stimmen | Zweit- stimmen |
| Bewerber                   | Partei                     | Anzahl        | %             | Anzahl         | %              |
| -------------------------- | -------------------------- | ------------- | ------------- | -------------- | -------------- |
| Wahlberechtigte            | Wahlberechtigte            | 89.410        | 89.410        | 89.410         | 89.410         |
| Wähler                     | Wähler                     | 61.818        | 61.818        | 61.818         | 69,1           |
| Ungültige Stimmen          | Ungültige Stimmen          | 1.124         | 1,8           | 881            | 1,4            |
| Gültige Stimmen            | Gültige Stimmen            | 60.694        | 98,2          | 60.937         | 98,6           |
| davon                      |                            |               |               |                |                |
| Marie-Sophie Künkel        | CDU                        | 24.013        | 39,6          | 21.941         | 36,0           |
| Marion Messik              | GRÜNE                      | 5.529         | 9,1           | 6.204          | 10,2           |
| Tamara Reiers              | SPD                        | 11.935        | 19,7          | 10.443         | 17,1           |
| Sonja Merkel               | AfD                        | 12.480        | 20,6          | 13.504         | 22,2           |
| Louisa Scholz              | FDP                        | 1.643         | 2,7           | 2.085          | 3,4            |
| Anna Hofmann               | Die Linke                  | 1.803         | 3,0           | 1.566          | 2,6            |
| Leon Löffler               | Freie Wähler               | 3.291         | 5,4           | 2.489          | 4,1            |
|                            | Tierschutzpartei           |               |               | 907            | 1,2            |
|                            | Die PARTEI                 | 413           | 0,7           |                |                |
|                            | Piraten                    | 154           | 0,3           |                |                |
|                            | ÖDP                        | 123           | 0,2           |                |                |
|                            | P. f. schulm. Verjf.       | 28            | 0,0           |                |                |
|                            | V-Partei³                  | 165           | 0,3           |                |                |
|                            | PdH                        | 81            | 0,1           |                |                |
|                            | ABG                        | 106           | 0,2           |                |                |
|                            | APPD                       | 66            | 0,1           |                |                |
|                            | Basis                      | 300           | 0,5           |                |                |
|                            | DKP                        | 28            | 0,0           |                |                |
|                            | DIE NEUE MITTE             | 17            | 0,0           |                |                |
|                            | Volt                       | 180           | 0,3           |                |                |
|                            | Klimaliste                 | 137           | 0,2           |                |                |

## Wahl 2018
| Gegenstand der Nachweisung | Gegenstand der Nachweisung | Wahlkreis- stimmen | Wahlkreis- stimmen | Landes- stimmen | Landes- stimmen |
| Kreiswahlbewerber          | Partei                     | Anzahl             | %                  | Anzahl          | %               |
| -------------------------- | -------------------------- | ------------------ | ------------------ | --------------- | --------------- |
| Wahlberechtigte            | Wahlberechtigte            | 86.732             | 100                | 86.732          | 100             |
| Wähler                     | Wähler                     | 61.183             | 70,5               | 61.183          | 70,5            |
| Ungültige Stimmen          | Ungültige Stimmen          | 1.936              | 3,2                | 1.518           | 2,5             |
| Gültige Stimmen            | Gültige Stimmen            | 59.247             | 100                | 59.665          | 100             |
| davon                      |                            |                    |                    |                 |                 |
| Thomas Schäfer             | CDU                        | 19.946             | 35,1               | 16.112          | 28,2            |
| Angelika Löber             | SPD                        | 15.625             | 27,5               | 13.643          | 23,9            |
| Sandra Laaz                | GRÜNE                      | 6.451              | 11,3               | 8.442           | 14,8            |
| Ingeborg Cernaj            | LINKE                      | 3.193              | 5,6                | 3.440           | 6,0             |
| Hans-Otto Seitz            | FDP                        | 3.093              | 5,4                | 3.562           | 6,2             |
| Karl Hermann Bolldorf      | AfD                        | 8.065              | 14,2               | 8.364           | 14,7            |
| –                          | PIRATEN                    | x                  | x                  | 187             | 0,3             |
| –                          | FREIE WÄHLER               | x                  | x                  | 1.584           | 2,8             |
| –                          | NPD                        | x                  | x                  | 86              | 0,2             |
| –                          | Die Partei                 | –                  | –                  | 241             | 0,4             |
| Björn Mardorf              | ÖDP                        | 473                | 0,8                | 236             | 0,4             |
| –                          | Die Grauen                 | x                  | x                  | 81              | 0,1             |
| –                          | BüSo                       | x                  | x                  | 15              | 0,1             |
| –                          | AD-Demokraten              | x                  | x                  | 62              | 0,1             |
| –                          | Bündnis C                  | x                  | x                  | 130             | 0,2             |
| –                          | BGE                        | x                  | x                  | 47              | 0,1             |
| –                          | Die Violetten              | x                  | x                  | 36              | 0,1             |
| –                          | LKR                        | x                  | x                  | 21              | 0,0             |
| –                          | Menschliche Welt           | x                  | x                  | 33              | 0,1             |
| –                          | Die Humanisten             | x                  | x                  | 45              | 0,1             |
| –                          | Gesundheitsforschung       | x                  | x                  | 87              | 0,2             |
| –                          | Tierschutzpartei           | x                  | x                  | 555             | 1,0             |
| –                          | V-Partei³                  | x                  | x                  | 58              | 0,1             |

Neben Thomas Schäfer (CDU) als Gewinner des Direktmandats sind aus dem Wahlkreis die SPD-Direktkandidatin und bisherige Wahlkreisabgeordnete Angelika Löber und der AfD-Direktkandidat Karl Hermann Bolldorf über die Landesliste ihrer Partei in den Landtag eingezogen.
Nach dem Suizid von Thomas Schäfer am 28. März 2020 übernahm der Ersatzkandidat der CDU, Horst Falk das Mandat im Landtag.

## Wahl 2013
| Gegenstand der Nachweisung | Gegenstand der Nachweisung | Wahlkreis- stimmen | Wahlkreis- stimmen | Landes- stimmen | Landes- stimmen |
| Kreiswahlbewerber          | Partei                     | Anzahl             | %                  | Anzahl          | %               |
| -------------------------- | -------------------------- | ------------------ | ------------------ | --------------- | --------------- |
| Wahlberechtigte            | Wahlberechtigte            | 86.732             | 100                | 86.732          | 100             |
| Wähler                     | Wähler                     | 61.183             | 70,5               | 61.183          | 70,5            |
| Ungültige Stimmen          | Ungültige Stimmen          | 1.936              | 3,2                | 1.518           | 2,5             |
| Gültige Stimmen            | Gültige Stimmen            | 59.247             | 100                | 59.665          | 100             |
| davon                      |                            |                    |                    |                 |                 |
| Thomas Schäfer             | CDU                        | 25.448             | 43,0               | 22.625          | 37,9            |
| Angelika Löber             | SPD                        | 25.663             | 43,3               | 23.544          | 39,5            |
| Manuel Fenner              | FDP                        | 1.009              | 1,7                | 1.862           | 3,1             |
| Sandra Laaz                | GRÜNE                      | 3.346              | 5,6                | 4.552           | 7,6             |
| Ingeborg Cernaj            | LINKE                      | 2.689              | 4,5                | 2.698           | 4,5             |
|                            | FREIE WÄHLER               | –                  | –                  | 471             | 0,8             |
|                            | NPD                        | –                  | –                  | 626             | 1,0             |
|                            | REP                        | –                  | –                  | 159             | 0,3             |
| Jens Fricke                | PIRATEN                    | 1.092              | 1,8                | 780             | 1,3             |
|                            | BüSo                       | –                  | –                  | 30              | 0,1             |
|                            | ADd                        | –                  | –                  | 78              | 0,1             |
|                            | Die Grauen                 | –                  | –                  | 36              | 0,1             |
|                            | AfD                        | –                  | –                  | 1.898           | 3,2             |
|                            | AVIP                       | –                  | –                  | 35              | 0,1             |
|                            | LUPe                       | –                  | –                  | 7               | 0,0             |
|                            | ÖDP                        | –                  | –                  | 59              | 0,1             |
|                            | Die Partei                 | –                  | –                  | 184             | 0,3             |
|                            | PSG                        | –                  | –                  | 21              | 0,0             |

Neben Angelika Löber als Gewinner des Direktmandats ist aus dem Wahlkreis noch Thomas Schäfer über die Landesliste in den Landtag eingezogen. Der Stimmenvorsprung von Angelika Löber betrug nur 215 Stimmen. Ersatzbewerber für Thomas Schäfer war Tobias Meyer.

## Wahl 2009
| Gegenstand der Nachweisung | Gegenstand der Nachweisung | Wahlkreis- stimmen | Wahlkreis- stimmen | Landes- stimmen | Landes- stimmen |
| Bewerber                   | Partei                     | Anzahl             | %                  | Anzahl          | %               |
| -------------------------- | -------------------------- | ------------------ | ------------------ | --------------- | --------------- |
| Wahlberechtigte            | Wahlberechtigte            | 87.803             | 100                | 87.803          | 100             |
| Wähler                     | Wähler                     | 51.151             | 58,3               | 51.151          | 58,3            |
| Ungültige Stimmen          | Ungültige Stimmen          | 1.506              | 2,9                | 1.269           | 2,5             |
| Gültige Stimmen            | Gültige Stimmen            | 49.645             | 100                | 49.882          | 100             |
| davon                      |                            |                    |                    |                 |                 |
| Christean Wagner           | CDU                        | 20.023             | 40,3               | 17.449          | 35,0            |
| Detlef Ruffert             | SPD                        | 17.602             | 35,5               | 15.138          | 30,3            |
| Stefan Fenner              | FDP                        | 4.721              | 9,5                | 7.106           | 14,2            |
| Sandra Laatz               | GRÜNE                      | 4.210              | 8,5                | 5.546           | 11,1            |
| Hans-Joachim Zeller        | LINKE                      | 2.447              | 4,9                | 2.937           | 5,9             |
|                            | REP                        | –                  | –                  | 295             | 0,6             |
|                            | FREIE WÄHLER               | –                  | –                  | 617             | 1,2             |
| Alfred Horst               | NPD                        | 642                | 1,3                | 500             | 1,0             |
|                            | PIRATEN                    | –                  | –                  | 204             | 0,4             |
|                            | BüSo                       | –                  | –                  | 90              | 0,2             |

## Wahl 2008
| Gegenstand der Nachweisung | Gegenstand der Nachweisung | Wahlkreis- stimmen | Wahlkreis- stimmen | Landes- stimmen | Landes- stimmen |
| Bewerber                   | Partei                     | Anzahl             | %                  | Anzahl          | %               |
| -------------------------- | -------------------------- | ------------------ | ------------------ | --------------- | --------------- |
| Wahlberechtigte            | Wahlberechtigte            | 87.815             | 100                | 87.815          | 100             |
| Wähler                     | Wähler                     | 55.328             | 63,0               | 55.328          | 63,0            |
| Ungültige Stimmen          | Ungültige Stimmen          | 1.314              | 2,4                | 1.045           | 1,9             |
| Gültige Stimmen            | Gültige Stimmen            | 54.014             | 100                | 54.283          | 100             |
| davon                      |                            |                    |                    |                 |                 |
| Christean Wagner           | CDU                        | 20.210             | 37,4               | 18.634          | 34,3            |
| Silke Tesch                | SPD                        | 25.233             | 46,7               | 24.107          | 44,4            |
| Armin Becker               | GRÜNE                      | 2.319              | 4,3                | 2.621           | 4,8             |
| Olaf Stiller               | FDP                        | 3.044              | 5,6                | 4.102           | 7,6             |
| Dominik Stein              | REP                        | 678                | 1,3                | 528             | 1,0             |
|                            | Die Tierschutzpartei       | –                  | –                  | 265             | 0,5             |
|                            | BüSo                       | –                  | –                  | 27              | 0,0             |
|                            | PSG                        | –                  | –                  | 16              | 0,0             |
|                            | Volksabstimmung            | –                  | –                  | 58              | 0,1             |
|                            | GRAUE                      | –                  | –                  | 51              | 0,1             |
| Peter Metz                 | LINKE                      | 2.076              | 3,8                | 2.824           | 5,2             |
|                            | Die Violetten              | –                  | –                  | 28              | 0,1             |
|                            | FAMILIE                    | –                  | –                  | 136             | 0,3             |
|                            | FREIE WÄHLER               | –                  | –                  | 244             | 0,4             |
| Peter Ruwoldt              | NPD                        | 454                | 0,8                | 493             | 0,9             |
|                            | PIRATEN                    | –                  | –                  | 91              | 0,2             |
|                            | UB                         | –                  | –                  | 58              | 0,1             |

## Wahl 2003
| Gegenstand der Nachweisung | Gegenstand der Nachweisung | Wahlkreis- stimmen | Wahlkreis- stimmen | Landes- stimmen | Landes- stimmen |
| Bewerber                   | Partei                     | Anzahl             | %                  | Anzahl          | %               |
| -------------------------- | -------------------------- | ------------------ | ------------------ | --------------- | --------------- |
| Wahlberechtigte            | Wahlberechtigte            | 87.232             | 100                | 87.232          | 100             |
| Wähler                     | Wähler                     | 54.188             | 62,1               | 54.188          | 62,1            |
| Ungültige Stimmen          | Ungültige Stimmen          | 1.349              | 2,5                | 959             | 1,8             |
| Gültige Stimmen            | Gültige Stimmen            | 52.839             | 100                | 53.229          | 100             |
| davon                      |                            |                    |                    |                 |                 |
| Christean Wagner           | CDU                        | 27.787             | 52,6               | 25.850          | 48,6            |
| Silke Tesch                | SPD                        | 19.753             | 37,4               | 18.485          | 34,7            |
| Schlegel                   | GRÜNE                      | 2.951              | 5,6                | 3.494           | 6,6             |
| Olaf Stiller               | FDP                        | 2.348              | 4,4                | 3.340           | 6,3             |
|                            | REP                        | –                  | –                  | 796             | 1,5             |
|                            | Die Tierschutzpartei       | –                  | –                  | 329             | 0,6             |
|                            | DIE FRAUEN                 | –                  | –                  | 97              | 0,2             |
|                            | PBC                        | –                  | –                  | 332             | 0,6             |
|                            | DKP                        | –                  | –                  | 103             | 0,2             |
|                            | ödp                        | –                  | –                  | 38              | 0,1             |
|                            | BüSo                       | –                  | –                  | 55              | 0,1             |
|                            | FAG Hessen                 | –                  | –                  | 39              | 0,1             |
|                            | PSG                        | –                  | –                  | 27              | 0,1             |
|                            | Schill                     | –                  | –                  | 244             | 0,5             |

## Wahl 1999
| Gegenstand der Nachweisung | Gegenstand der Nachweisung | Wahlkreis- stimmen | Wahlkreis- stimmen | Landes- stimmen | Landes- stimmen |
| Bewerber                   | Partei                     | Anzahl             | %                  | Anzahl          | %               |
| -------------------------- | -------------------------- | ------------------ | ------------------ | --------------- | --------------- |
| Wahlberechtigte            | Wahlberechtigte            | 86.649             | 100                | 86.649          | 100             |
| Wähler                     | Wähler                     | 56.291             | 65,0               | 56.291          | 65,0            |
| Ungültige Stimmen          | Ungültige Stimmen          | 896                | 1,6                | 916             | 1,6             |
| Gültige Stimmen            | Gültige Stimmen            | 55.395             | 100                | 55.375          | 100             |
| davon                      |                            |                    |                    |                 |                 |
| Christean Wagner           | CDU                        | 24.644             | 44,5               | 23.264          | 42,0            |
| Ernst-Ludwig Wagner        | SPD                        | 25.270             | 45,6               | 24.383          | 44,0            |
| Jens Kröcher               | GRÜNE                      | 2.138              | 3,9                | 2.707           | 4,9             |
| Heinrich Dingeldein        | F.D.P.                     | 1.175              | 2,1                | 1.968           | 3,6             |
| Gerhard Lengelsen          | REP                        | 1.916              | 3,5                | 2.106           | 3,8             |
|                            | Die Tierschutzpartei       | –                  | –                  | 174             | 0,3             |
|                            | DIE FRAUEN                 | –                  | –                  | 81              | 0,1             |
|                            | PASS                       | –                  | –                  | 30              | 0,1             |
|                            | DKP                        | –                  | –                  | 77              | 0,1             |
| Louis Donath               | BüSo                       | 112                | 0,2                | 42              | 0,1             |
|                            | FWG                        | –                  | –                  | 121             | 0,2             |
|                            | PBC                        | –                  | –                  | 204             | 0,4             |
|                            | DHP                        | –                  | –                  | 8               | 0,0             |
| Claus Fenger               | NATURGESETZ                | 140                | 0,3                | 64              | 0,1             |
|                            | ödp                        | –                  | –                  | 31              | 0,1             |
|                            | NPD                        | –                  | –                  | 85              | 0,2             |
|                            | BFB-Die Offensive          | –                  | –                  | 30              | 0,1             |

## Wahl 1995
| Gegenstand der Nachweisung | Gegenstand der Nachweisung | Wahlkreis- stimmen | Wahlkreis- stimmen | Landes- stimmen | Landes- stimmen |
| Bewerber                   | Partei                     | Anzahl             | %                  | Anzahl          | %               |
| -------------------------- | -------------------------- | ------------------ | ------------------ | --------------- | --------------- |
| Wahlberechtigte            | Wahlberechtigte            | 85.699             | 100                | 85.699          | 100             |
| Wähler                     | Wähler                     | 57.051             | 66,6               | 57.051          | 66,6            |
| Ungültige Stimmen          | Ungültige Stimmen          | 1.341              | 2,4                | 1.312           | 2,3             |
| Gültige Stimmen            | Gültige Stimmen            | 55.710             | 100                | 55.739          | 100             |
| davon                      |                            |                    |                    |                 |                 |
| Ernst-Ludwig Wagner        | SPD                        | 26.751             | 48,0               | 25.588          | 45,9            |
| Christean Wagner           | CDU                        | 21.682             | 38,9               | 20.240          | 36,3            |
| Ulrike Kober-Kleinert      | GRÜNE                      | 3.680              | 6,6                | 4.426           | 7,9             |
| Heinrich Dingeldein        | F.D.P.                     | 1.806              | 3,2                | 3.104           | 5,6             |
|                            | ÖDP                        | –                  | –                  | 84              | 0,2             |
|                            | GRAUE                      | –                  | –                  | 108             | 0,2             |
| Gerhard Lengelsen          | REP                        | 1.171              | 2,1                | 1.218           | 2,2             |
|                            | Solidarität                | –                  | –                  | 8               | 0,0             |
|                            | APD                        | –                  | –                  | 124             | 0,2             |
|                            | DKP                        | –                  | –                  | 55              | 0,1             |
| Alfred Horst               | NPD                        | 202                | 0,4                | 171             | 0,3             |
|                            | DHP                        | –                  | –                  | 10              | 0,0             |
|                            | f.NEP                      | –                  | –                  | 38              | 0,1             |
|                            | NATURGESETZ                | –                  | –                  | 61              | 0,1             |
|                            | BFB                        | –                  | –                  | 40              | 0,1             |
| Ingrid Kirchhoff           | PBC                        | 418                | 0,8                | 414             | 0,7             |
|                            | STATT Partei               | –                  | –                  | 50              | 0,1             |

## Wahl 1991
| Gegenstand der Nachweisung | Gegenstand der Nachweisung | Wahlkreis- stimmen | Wahlkreis- stimmen | Landes- stimmen | Landes- stimmen |
| Bewerber                   | Partei                     | Anzahl             | %                  | Anzahl          | %               |
| -------------------------- | -------------------------- | ------------------ | ------------------ | --------------- | --------------- |
| Wahlberechtigte            | Wahlberechtigte            | 84.686             | 100                | 84.686          | 100             |
| Wähler                     | Wähler                     | 60.402             | 71,3               | 60.402          | 71,3            |
| Ungültige Stimmen          | Ungültige Stimmen          | 1.380              | 2,3                | 1.039           | 1,7             |
| Gültige Stimmen            | Gültige Stimmen            | 59.022             | 100                | 59.363          | 100             |
| davon                      |                            |                    |                    |                 |                 |
| Christean Wagner           | CDU                        | 23.600             | 40,0               | 21.981          | 37,0            |
| Ernst-Ludwig Wagner        | SPD                        | 29.710             | 50,3               | 28.285          | 47,6            |
| Irene Soltwedel-Schäfer    | GRÜNE                      | 2.990              | 5,1                | 3.802           | 6,4             |
| Christa Schnelle           | F.D.P.                     | 2.722              | 4,6                | 3.605           | 6,1             |
|                            | REP                        | –                  | –                  | 790             | 1,3             |
|                            | DIE GRAUEN                 | –                  | –                  | 210             | 0,4             |
|                            | ÖDP                        | –                  | –                  | 126             | 0,2             |
|                            | PBC                        | –                  | –                  | 564             | 1,0             |

## Wahl 1987
|                     | Partei            | Anzahl | %    |
| ------------------- | ----------------- | ------ | ---- |
| Wahlberechtigte     | Wahlberechtigte   | 82.328 | 100  |
| Wähler              | Wähler            | 66.021 | 80,2 |
| Ungültige Stimmen   | Ungültige Stimmen | 679    | 1,0  |
| Gültige Stimmen     | Gültige Stimmen   | 65.342 | 100  |
| davon               |                   |        |      |
| Ernst-Ludwig Wagner | SPD               | 30.522 | 46,7 |
| Walter Troeltsch    | CDU               | 25.898 | 39,6 |
| Horst Heithecker    | F.D.P.            | 4.343  | 6,6  |
| Irene Soltwedel     | GRÜNE             | 4.428  | 6,8  |
| Gerd Pfaff          | DKP               | 151    | 0,2  |

## Wahl 1983
|                    | Partei            | Anzahl | %    |
| ------------------ | ----------------- | ------ | ---- |
| Wahlberechtigte    | Wahlberechtigte   | 80.458 | 100  |
| Wähler             | Wähler            | 67.041 | 83,3 |
| Ungültige Stimmen  | Ungültige Stimmen | 565    | 0,8  |
| Gültige Stimmen    | Gültige Stimmen   | 66.476 | 100  |
| davon              |                   |        |      |
| Walter Troeltsch   | CDU               | 24.714 | 37,2 |
| Karl Leinbach      | SPD               | 34.231 | 51,5 |
| Jochen Rodewald    | GRÜNE             | 3.226  | 4,9  |
| Horst Schwebel     | F.D.P.            | 3.867  | 5,8  |
| Michael Rein       | DKP               | 162    | 0,2  |
| Manfred Hauptmeier | LD                | 229    | 0,3  |
| Hermann Eichholz   | DS                | 47     | 0,1  |

## Bisherige Wahlkreissieger
Direkt gewählte Abgeordnete des Wahlkreises Marburg-Biedenkopf I (bis 1982, Marburg-Biedenkopf West) waren:
| Jahr | Direktkandidat      | Partei | Stimmen in % |
| ---- | ------------------- | ------ | ------------ |
| 2023 | Marie-Sophie Künkel | CDU    | 39,6         |
| 2018 | Thomas Schäfer      | CDU    | 35,1         |
| 2013 | Angelika Löber      | SPD    | 43,3         |
| 2009 | Christean Wagner    | CDU    | 40,3         |
| 2008 | Silke Tesch         | SPD    | 46,7         |
| 2003 | Christean Wagner    | CDU    | 52,6         |
| 1999 | Ernst-Ludwig Wagner | SPD    | 45,6         |
| 1995 | Ernst-Ludwig Wagner | SPD    | 48,0         |
| 1991 | Ernst-Ludwig Wagner | SPD    | 50,3         |
| 1987 | Ernst-Ludwig Wagner | SPD    | 46,7         |
| 1983 | Karl Leinbach       | SPD    | 51,5         |
| 1982 | Karl Leinbach       | SPD    | 46,5         |